# Herby Fortunat
Herby Fortunat (sinh ngày 28 tháng 06 năm 1982 ở Port-au-Prince ở Haiti), là một tiền đạo Pháp-Cộng hòa Congo hiện chơi cho KS Besa Kavajë ở Albania.